# Stranger Things/Staffel 4
Die vierte Staffel der amerikanischen Science-Fiction-Horror-Fernsehserie Stranger Things erschien zweigeteilt. Die ersten sieben Episoden wurden am 27. Mai 2022 veröffentlicht und die restlichen zwei wurden am 1. Juli 2022 weltweit auf dem Streaming-Service Netflix veröffentlicht. Die Staffel wurde von den Duffer-Brüdern mit den Produzenten Shawn Levy, Dan Cohen und Iain Paterson entwickelt.
Die Staffel besteht aus neun Folgen, die jeweils über eine Stunde lang sind. Die letzte Folge hat eine Länge von 2 Stunden und 22 Minuten.

## Prämisse
Einige Monate nach den Ereignissen im Sommer 1985 ist die einstige Gruppe verstreut: Während Dustin, Mike, Lucas, Max und Co. weiterhin in Hawkins leben, ist Joyce mit ihren Kindern und Elfi nach Kalifornien gezogen. Diese haben es dort schwer, sich in ihrer neuen Schule einzugewöhnen. Hopper, welcher die Explosion überlebt hat und nun in Russland gefangen ist, versucht Kontakt zu seinen Freunden herzustellen. Schon bald plant jedoch eine Kreatur von der anderen Seite, Rache an der Kleinstadt in Indiana zu nehmen.

## Besetzung

### Hauptfiguren
- Winona Ryder als Joyce Byers
- David Harbour als Jim Hopper
- Finn Wolfhard als Mike Wheeler
- Millie Bobby Brown als Eleven / Elfi Jane Hopper
- Gaten Matarazzo als Dustin Henderson
- Caleb McLaughlin als Lucas Sinclair
- Noah Schnapp als Will Byers
- Sadie Sink als Max Mayfield
- Natalia Dyer als Nancy Wheeler
- Charlie Heaton als Jonathan Byers
- Joe Keery als Steve Harrington
- Maya Hawke als Robin Buckley
- Priah Ferguson als Erica Sinclair
- Brett Gelman als Murray Bauman
- Paul Reiser als Dr. Sam Owens
- Matthew Modine als Martin Brenner
- Gabriella Pizzolo als Suzie
- Dacre Montgomery als Billy Hargrove

### Nebenfiguren
- Cara Buono als Karen Wheeler
- Joe Chrest als Ted Wheeler
- Jamie Campbell Bower als Henry Creel / Eins / Vecna
- Eduardo Franco als Argyle
- Joseph Quinn als Eddie Munson
- Amybeth McNulty als Vickie
- Catherine Curtin als Claudia Henderson
- Mason Dye als Jason Carver
- Tom Wlaschiha als Dmitri Antonov
- Tinsley Price als Holly Wheeler
- Rob Morgan als Calvin Powell
- John Reynolds als Phil Callahan
- Nikola Djuricko als Yuri
- Joel Stoffer als Wayne Munson
- Regina Ting Chen als Ms. Kelly
- Elodie Grace Orkin als Angela
- Jennifer Marshall als Susan Hargrove
- Robert Englund als Victor Creel
- Pasha D. Lychnikoff als Oleg
- Nikolai Nikolaeff als Ivan
- Grace Van Dien als Chrissy Cunningham
- Logan Riley Bruner als Fred Benson

## Episoden
| Nr. (ges.) | Nr. (St.) | Deutscher Titel                               | Originaltitel                                | Regie         | Drehbuch             |
| --- | --------- | --------------------------------------------- | -------------------------------------------- | ------------- | -------------------- |
| Ausgabe 1 |           |                                               |                                              |               |                      |
| 26 | 1         | Kapitel eins: Der Höllenfeuer-Club            | Chapter One: The Hellfire Club               | Duffer-Brüder | Duffer-Brüder        |
| In einem Rückblick von 1979 wird gezeigt, wie Dr. Brenner an mehreren anderen Kindern mit übernatürlichen Fähigkeiten experimentiert, bis ein mysteriöser Vorfall alle Kinder außer Elf tötet. 1986 sind Joyce, Will, Jonathan und Elf nach Kalifornien gezogen, wo Elf mit dem Verlust ihrer Kräfte zu kämpfen hat und regelmäßig von anderen Schülern gemobbt wird. Joyce erhält per Post eine Porzellanpuppe, dem Anschein nach aus Russland, und findet darin eine versteckte Notiz, die besagt, dass Hopper am Leben ist. In Hawkins sind Mike und Dustin dem „Hellfire Club“ ihrer Highschool beigetreten, einem Dungeons & Dragons-Club unter der Leitung des Exzentrikers Eddie Munson. Infolgedessen verpassen sie, wie Lucas mit seiner Mannschaft die Meisterschaft der regionalen Basketballliga gewinnt. Max, die mit Lucas Schluss gemacht hat, trauert ihrem Bruder Billy nach. Chrissy Cunningham, eine Schülerin, die im Cheerleading-Team ist, wird von Anfällen heimgesucht, in denen sie Spinnen und Horrorvisionen ihrer Familie sieht. Während Chrissy Drogen von Eddie kauft, wird sie von einer humanoiden Kreatur aus ihren Visionen besessen und getötet. |           |                                               |                                              |               |                      |
| 27 | 2         | Kapitel zwei: Vecnas Fluch                    | Chapter Two: Vecna’s Curse                   | Duffer-Brüder | Duffer-Brüder        |
| Hopper hat die Explosion unter der Starcourt Mall überlebt: Er wurde von russischen Soldaten gefangen genommen und in ein Gefangenenlager in Kamtschatka gebracht. Murray fliegt nach Kalifornien, um Joyce dabei zu helfen, die Nummer in der Nachricht, die ihr geschickt wurde, anzurufen. Am anderen Ende der Leitung meldet sich ein Russe, der sich „Enzo“ nennt und behauptet, Hopper bei der Flucht helfen zu können und 40.000 Dollar Lösegeld verlangt, das Joyce in Alaska übergeben soll. Joyce und Murray schließen daraus, dass „Enzo“ Hoppers Gefängniswärter ist, den er wahrscheinlich bestochen hat. Mike fliegt nach Kalifornien, um Elf zu besuchen. Beim Rollschuhlaufen werden Mike und Will Zeuge, wie Elf von ihrer Klassenkameradin Angela gemobbt wird. Elf rächt sich später, indem sie Angela mit einem Rollschuh ins Gesicht schlägt. Max erzählt Dustin, dass sie Eddie in der Nacht, in der Chrissy starb, davonlaufen sah. Zusammen mit Robin und Steve suchen sie den traumatisierten Eddie und erklären ihm die Existenz des Upside Down. Eddie und Dustin bezeichnen das Wesen, das Chrissy getötet hat, als Vecna. Nancy und ihr Kollege bei der Schülerzeitung, Fred Benson, untersuchen Chrissys Tod. Eddies Onkel sagt Nancy, dass er glaubt, dass der Mörder Victor Creel ist, ein Mann, der seine Familie vor Jahrzehnten getötet haben soll und seitdem aus seiner Haftanstalt entkommen ist. Fred wird von ähnlichen Visionen wie Chrissys in den Wald gelockt, bevor Vecna ihn ermordet.                      |           |                                               |                                              |               |                      |
| 28 | 3         | Kapitel drei: Das Monster und die Superheldin | Chapter Three: The Monster and The Superhero | Shawn Levy    | Caitlin Schneiderhan |
| Sam Owens bekommt Besuch von Soldaten, die ihm Fotos von Chrissys Tod zeigen und Elf dafür verantwortlich halten. Elf wird von der Polizei festgenommen, weil sie Angela angegriffen hat, wird aber von Owens befreit, der erklärt, dass Hawkins in großer Gefahr ist, und enthüllt, dass er an einem Programm gearbeitet hat, das möglicherweise Elfs Kräfte zurückbringen kann. Elf erklärt sich zur Hilfe bereit. Joyce und Murray fliegen nach Alaska. Hopper besticht einen Mithäftling, damit er seine Fesseln mit einem Vorschlaghammer aufbricht. Nancy und Robin gehen in die Bibliothek, um Informationen über Victor Creel zu recherchieren. Sie entdecken, dass Creel einen Dämonen für die Morde an seiner Familie verantwortlich macht. Sie glauben, dass es sich dabei um Vecna handelt. Jason, der Kapitän des Basketballteams und Chrissys Freund, führt das Team auf die Jagd nach Eddie, weil er glaubt, dass dieser Chrissy getötet hat. Max erinnert sich, dass Chrissy die Schülerberaterin besucht hatte, bevor sie von Vecna getötet wurde. Sie verschafft sich Zugang zum Büro der Schülerberaterin und studiert die Akten von Chrissy und Fred. Dadurch erfährt sie, dass diese unter ähnlichen Symptomen wie sie selbst litten. Max hört dann Vecna ihren Namen rufen und hat eine Vision von einer Standuhr. |           |                                               |                                              |               |                      |
| 29 | 4         | Kapitel vier: Lieber Billy                    | Chapter Four: Dear Billy                     | Shawn Levy    | Paul Dichter         |
| Joyce und Murray liefern die Lösegeldzahlung an Enzos Kontaktperson Yuri, aber er setzt sie unter Drogen und plant, sie für einen größeren Gewinn an die Russen zu übergeben. Hopper entkommt dem Gefangenenlager, wird aber bald wieder gefasst. Jonathan, Mike und Will bereiten sich darauf vor, sich von zwei von Owens’ Agenten wegzuschleichen, die abgeordnet wurden, um sie zu bewachen, damit sie im Haus bleiben und nicht flüchten. Allerdings greifen bewaffnete Soldaten ihr Haus an. Sie entkommen mit Hilfe von Jonathans Freund Argyle und retten auch einen verletzten Agenten. Nancy und Robin erschleichen ein Interview mit Victor Creel in der psychiatrischen Anstalt von Pennhurst. Creel erzählt, wie seine Familie von übernatürlichen Kräften gequält und getötet wurde, während er wegen ihres Todes verhaftet wurde. Aus Angst, dass Vecna sie töten könnte, schreibt Max Briefe an ihre Freunde und Familie und bittet darum, zum Friedhof gebracht zu werden, um Billy ihren Brief an seinem Grabstein vorzulesen. Sie wird bald von Vecna besessen und findet sich an seinem Altar im Upside Down wieder. Steve, Dustin und Lucas bekommen von Nancy und Robin mitgeteilt, dass Musik Vecnas Zauber brechen kann. Sie setzen Max Kopfhörer auf und spielen ihren Lieblingssong auf einer Kassette. Dies öffnet ein Portal, durch das Max Vecnas Kontrolle entkommt und wieder in die Realität gelangt. |           |                                               |                                              |               |                      |
| 30 | 5         | Kapitel fünf: Das Nina-Projekt                | Chapter Five: The Nina Project               | Nimród Antal  | Kate Trefry          |
| Owens bringt Elf zu einem verlassenen Raketenbunker in Nevada, wo er und Dr. Brenner einen spezialisierten Isolationstank (genannt „NINA“) entwickelt haben, der es Elf ermöglicht, auf Erinnerungen an ihre Zeit mit anderen Kindern im Hawkins Lab zuzugreifen. Elf versucht zu fliehen, als sie sieht, dass Dr. Brenner lebt, und gewinnt dabei kurz ihre Kräfte zurück. Die Wiedererlangung ihrer Kräfte überzeugt sie, mit dem Experiment fortzufahren. In Kalifornien gibt Owens’ sterbender Agent den Jungen eine Telefonnummer für das NINA-Projekt, die eine Verbindung zu einem Modem herstellt; Mike beschließt, die Hilfe von Dustins Freundin Suzie in Salt Lake City in Anspruch zu nehmen. Nach Yuris Verrat wird Hopper zusammen mit dem Gefängniswärter Antonov („Enzo“) eingesperrt. Während sie nach Russland geflogen werden, überwältigen Joyce und Murray Yuri. Da keiner der beiden das Flugzeug fliegen kann, bruchlanden sie in der Wildnis. Max, Lucas, Steve und Dustin gruppieren sich mit Nancy und Robin neu und beschließen, das Creel-Haus zu untersuchen. Drinnen begegnen sie flackernden Lichtern, die sie auf Vecnas Bewegungen im Upside Down zurückführen. Jason und seine Mitspieler finden Eddie, der versucht, in einem Boot zu fliehen, während Jason und sein Teamkollege Patrick ihm nachschwimmen. Vecna tötet Patrick vor den Augen von Jason und Eddie, wodurch die Lichter im Creel-Haus explodieren. |           |                                               |                                              |               |                      |
| 31 | 6         | Kapitel sechs: Auf Tiefgang                   | Chapter Six: The Dive                        | Nimród Antal  | Curtis Gwinn         |
| Elf durchlebt Erinnerungen an die Freundschaft mit einem Pfleger namens Peter Ballard, der sie warnt, Brenner nicht zu vertrauen. Sie erinnert sich auch an ihren Hass gegen die weiteren Versuchspersonen, was sie zu der Annahme veranlasste, sie sei für das Massaker im Labor verantwortlich. Suzie hilft Mikes Gruppe, die Koordinaten des NINA-Projekts zu finden. Hopper und die anderen Insassen erhalten ein großes Festmahl. Hopper warnt die Mithäftlinge, dass es sie darauf vorbereiten soll, sie dem Demogorgon zum Fraß vorzuwerfen. Später schafft er es, ein Feuerzeug zu stehlen, und erinnert sich daran, dass die Schwäche des Demogorgons Feuer ist. Joyce und Murray zwingen Yuri, sie in eine nahegelegene Stadt zu bringen, wo er seine Waren lagert, und beschließen, dass Murray sich als Yuri ausgibt, um in das Gefängnis einzudringen. Bei einer Bürgerversammlung bringt Jason die Bewohner von Hawkins gegen Eddies angeblichen Satanskult auf. Steves Gruppe findet Eddie. Dustin bemerkt ein Fehlverhalten seines Kompasses und stellt fest, dass sich in der Nähe ein neues Tor zum Upside Down befindet. Sie verfolgen das Tor zum Lover’s Lake, wo Steve hinabtaucht, um es zu inspizieren, bevor er von einer Ranke in den Upside Down gezogen und von fledermausähnlichen Kreaturen umschwärmt und verletzt wird. Nancy, Robin und Eddie tauchen ihm hinterher. |           |                                               |                                              |               |                      |
| 32 | 7         | Kapitel sieben: Das Massaker im Hawkins Lab   | Chapter Seven: The Massacre at Hawkins Lab   | Duffer-Brüder | Duffer-Brüder        |
| Joyce und Murray schaffen es, sich zusammen mit Yuri in das Gefängnis zu schmuggeln. Hier müssen sie mitansehen, wie Hopper und die anderen Gefangenen gegen den Demogorgon kämpfen müssen. Hopper gelingt es dabei, die Kreatur mit einer improvisierten Fackel auf Abstand zu halten. Murray und Joyce können währenddessen die Wachen überwältigen und die Tore zum Kampfplatz öffnen, wodurch Hopper und Dmitri Antonov knapp die Flucht gelingt. Dustin, Lucas und Erica finden heraus, dass Vecna bei jedem Mord ein Tor zur anderen Seite erzeugte. Diese Entdeckung können sie Steve, Nancy, Robin und Eddie auf der anderen Seite mitteilen. Durch das Tor in Eddies Trailer, in dem Chrissy gestorben ist, können Robin und Eddie sicher zurückkehren. Doch Nancy wird kurz vor ihrer Rückkehr von Vecna besessen. Dabei findet sie heraus, dass Victor Creels Sohn Henry seine Mutter und Schwester mit seinen psychokinetischen Kräften getötet hat und anschließend ins Koma fiel. So gelangte er in die Obhut von Martin Brenner. Henry wird Nummer 001 und später der Pfleger Peter Ballard, der sich mit Elf anfreundet und ihr Vertrauen gewinnt. Elf schafft es währenddessen, sich an den genauen Ablauf der schlimmen Ereignisse im Hawkins Labs zu erinnern. Es war 001, der von Elf zunächst unwissentlich unterstützt wird, der das Massaker im Labor beging. Er wollte letztlich auch Elf töten, doch es gelang ihr, sich zu wehren und 001 durch ein Tor auf die andere Seite zu schleudern. Hier verwandelte sich 001 in Vecna. |           |                                               |                                              |               |                      |
| Ausgabe 2 |           |                                               |                                              |               |                      |
| 33 | 8         | Kapitel acht: Papa                            | Chapter Eight: Papa                          | Duffer-Brüder | Duffer-Brüder        |
| Vecna zeigt Nancy eine Vision der Zukunft, in der Hawkins zerstört wird, bevor er sie freilässt. Nancy erzählt den anderen von ihrem Erlebnis und sie stellen fest, dass Vecna vier Tore braucht, um seinen Plan in die Tat umzusetzen. Max bietet an, Vecna anzulocken, damit die anderen ihn angreifen können, während er in Trance ist, um das Tor zu öffnen und den vierten Mord zu begehen. Elf erfährt durch ihre Kräfte von diesem Plan und bringt Owens dazu, ihren Transport nach Hawkins zu organisieren. Brenner bringt Owens jedoch in seine Gewalt und stellt Elf eine Falle, da er meint, sie sei noch nicht stark genug und müsse deshalb ihre Ausbildung zuerst abschließen. Elf erkennt, dass Brenner sie seit Jahren benutzt hatte, um Henry aus dem Upside Down zu befreien. Sullivan und seine Truppen treffen auf dem Gelände ein und töten das gesamte Personal. Brenner flieht mit Elf, wird aber selbst erschossen. Elf bringt einen Hubschrauber zum Absturz, aus dem ein Scharfschütze versucht, sie zu erschießen. Sie weigert sich, Brenner zu verzeihen, bevor dieser stirbt. Mikes Gruppe trifft auf dem Gelände ein und flüchtet mit Elf. In Russland fliehen Hopper, Joyce, Murray, Yuri und Antonov aus dem Gefängnis, nachdem sie mehrere weitere Kreaturen aus dem Upside Down entdeckt haben, die im Gefängnis untersucht werden. |           |                                               |                                              |               |                      |
| 34 | 9         | Kapitel neun: Huckepack                       | Chapter Nine: The Piggyback                  | Duffer-Brüder | Duffer-Brüder        |
| Die Gruppe setzt ihren Plan in die Tat um: Max, Lucas und Erica gehen zum Creel-Haus; Steve, Nancy und Robin zu dessen Pendant im Upside Down, um Vecna anzugreifen. Dustin und Eddie lenken derweil die fledermausähnlichen Kreaturen ab. Eddie opfert sich, um diese weiter fernzuhalten. Elf, Mike, Will, Jonathan und Argyle bauen einen Isolationstank, durch den Elf in Max’ Geist eindringt, um Vecna zu bekämpfen. Vecna überwältigt sie jedoch und ergreift von Max Besitz. Er offenbart Elf, dass er das Upside Down kontrolliert hat, seit sie ihn dorthin geschickt hat. Mike gesteht Elf seine Liebe und gibt ihr die Kraft, Vecna zu entkommen und seine Kontrolle über Max zu brechen, bevor er den tödlichen Schlag ausführen kann. Max stirbt jedoch an den Verletzungen, die er ihr zuvor zugefügt hat. Hopper, Joyce und Murray dringen wieder in das russische Gefängnis ein und töten die Demogorgons, wodurch Vecna weiter geschwächt wird. Steve, Nancy und Robin setzen Vecnas körperliche Gestalt in Brand und erschießen ihn, was ihn scheinbar tötet. Elf nutzt ihre Kräfte, um Max wiederzubeleben, doch deren kurzer Tod ermöglichte es, Vecnas Pforten zu öffnen und sich in Hawkins auszubreiten. Zwei Tage später erholt sich die Stadt von einem angeblichen „Erdbeben“. Alle kommen wieder zusammen, doch Max liegt weiterhin im Koma. Will spürt, dass Vecna noch am Leben ist, und das Upside Down beginnt in Hawkins einzudringen.                                                                                   |           |                                               |                                              |               |                      |
| Die Staffel erschien zweigeteilt. Die ersten sieben Episoden erschienen am 27. Mai 2022. Die restlichen zwei Episoden wurden am 1. Juli 2022 veröffentlicht. |           |                                               |                                              |               |                      |